# Green Mountain Railroad
Die Green Mountain Railroad (GMRC) ist eine lokale Eisenbahngesellschaft in Vermont und New Hampshire (USA) mit Sitz in Bellows Falls.
Sie betreibt die ehemalige Rutland-Strecke Bellows Falls–Rutland sowie ein kurzes Stück von Bellows Falls bis North Walpole in New Hampshire, das früher der Boston and Maine Railroad gehörte. Die Gesamtstrecke hat eine Länge von 84 Kilometern. In Bellows Falls besteht Übergang zur New England Central Railroad sowie zu den Pan Am Railways, in Rutland zur Vermont Railway und zur Clarendon and Pittsford Railroad. Die GMRC betreibt auf dieser Strecke den Güterverkehr und den Green Mountain Flyer, einen Touristikzug, der regelmäßig von Bellows Falls nach Chester verkehrt.

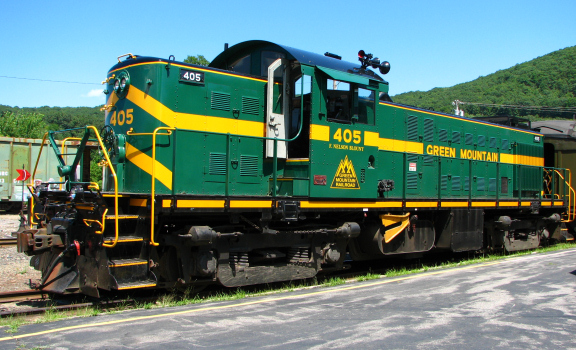
GMRC: Lok Alco RS1, Nr. 405

## Geschichte
Die Gesellschaft wurde am 3. April 1964 gegründet, nachdem die Rutland Railway ihren Betrieb eingestellt hatte. Sie übernahm den Betrieb ab 2. April 1965 zunächst von Bellows Falls bis Ludlow, später über die Gesamtstrecke bis Rutland. 1967 starb der Eigentümer und die Gesellschaft wurde von ihren Angestellten übernommen. 1998 assoziierte sich die Gesellschaft mit der Vermont Railway, übernahm deren Logo und gehört seitdem zum Vermont Rail System.

## Bilder

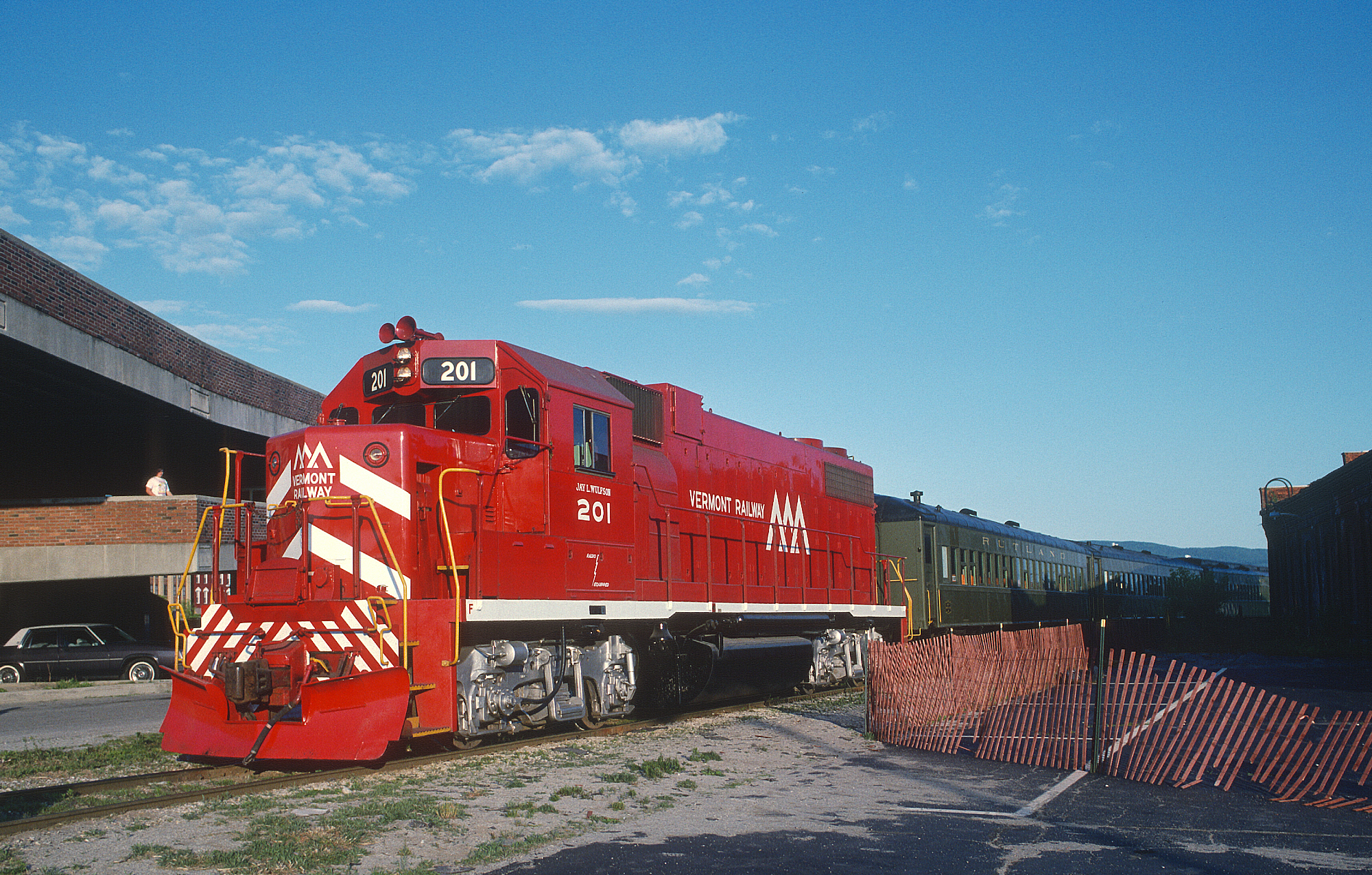
Lok Nummer 201 im Bahnhof von Rutland
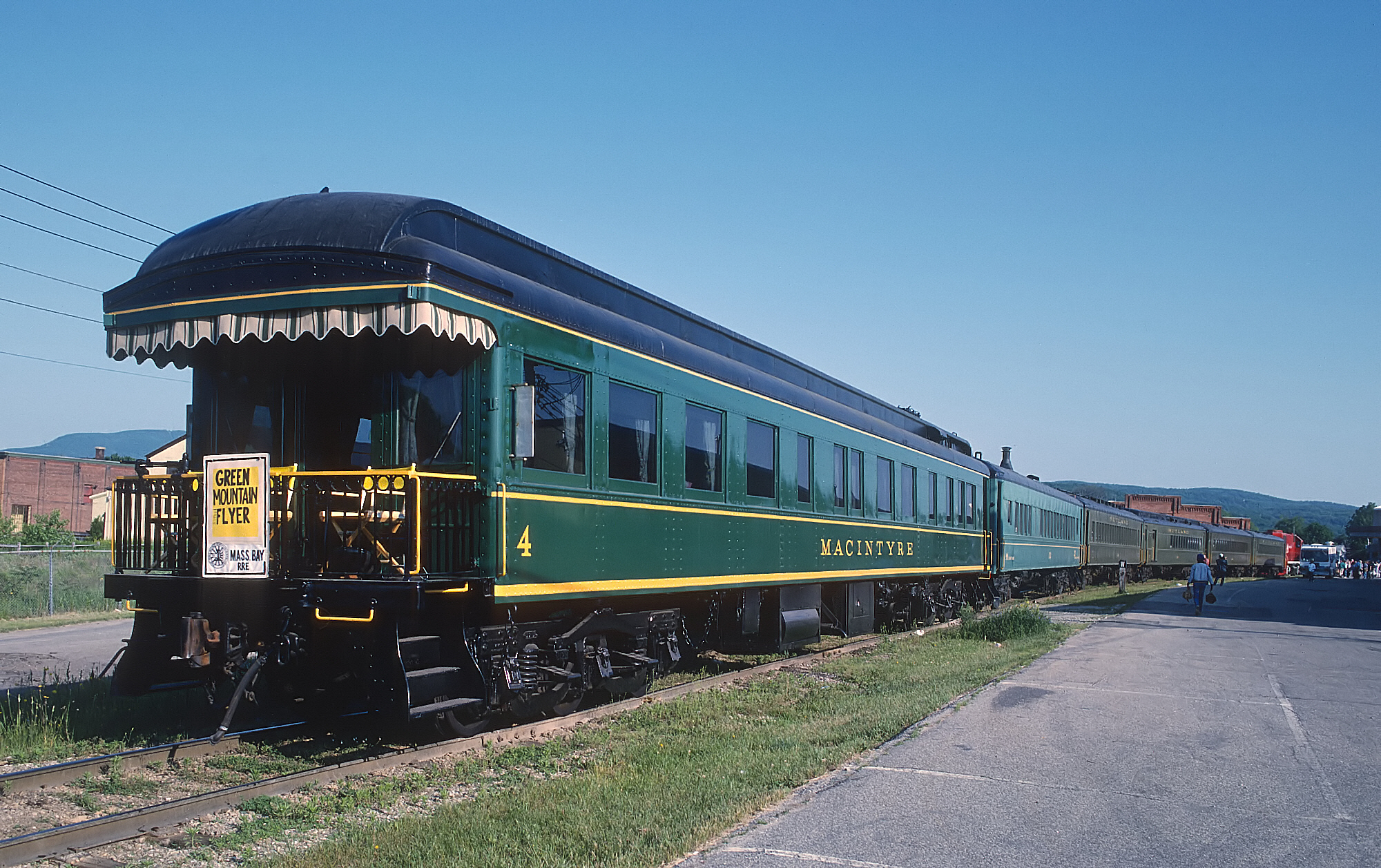
Zug im Bahnhof von Rutland im Juni 1988
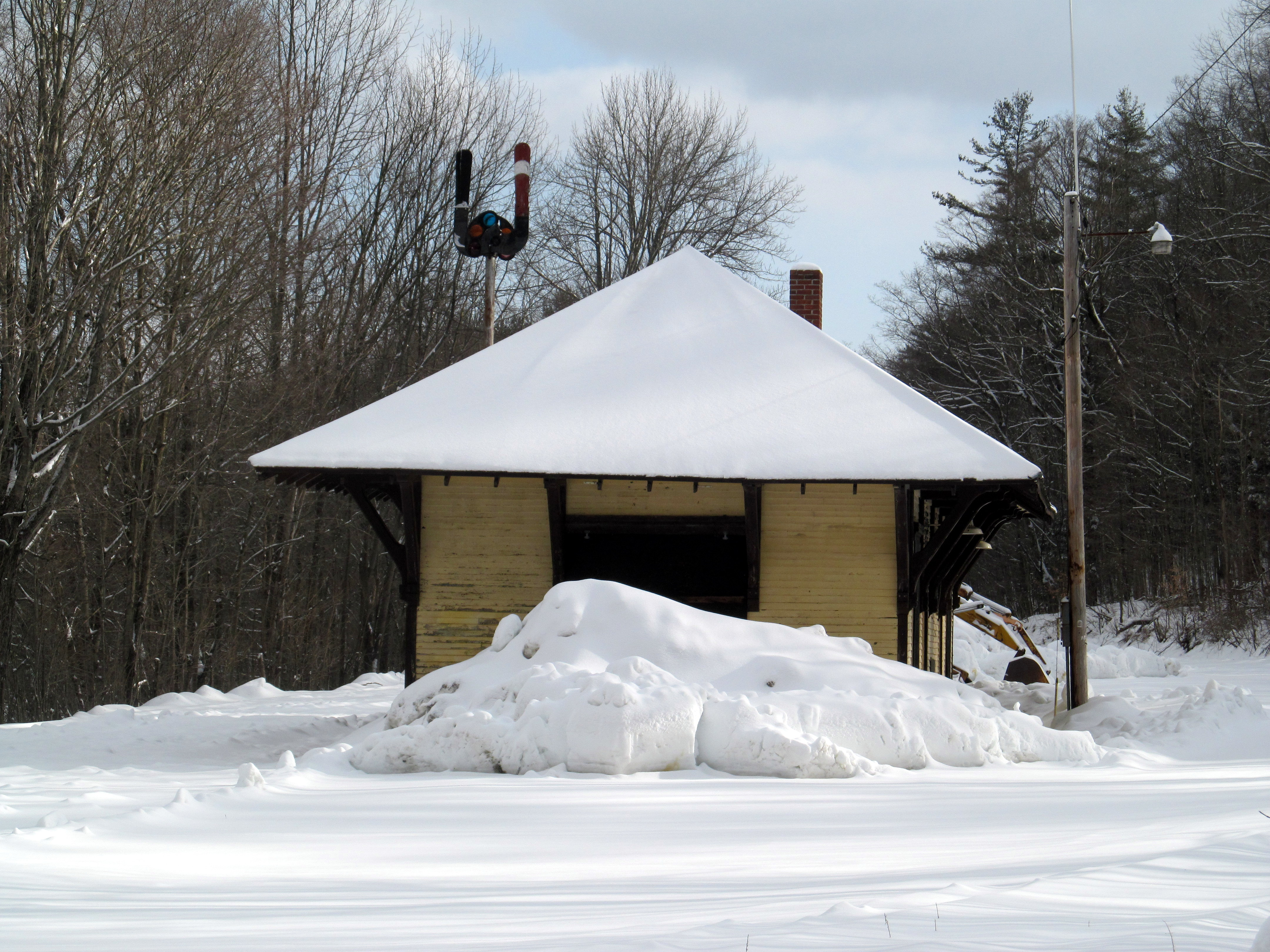
Der Bahnhof von Ludlow
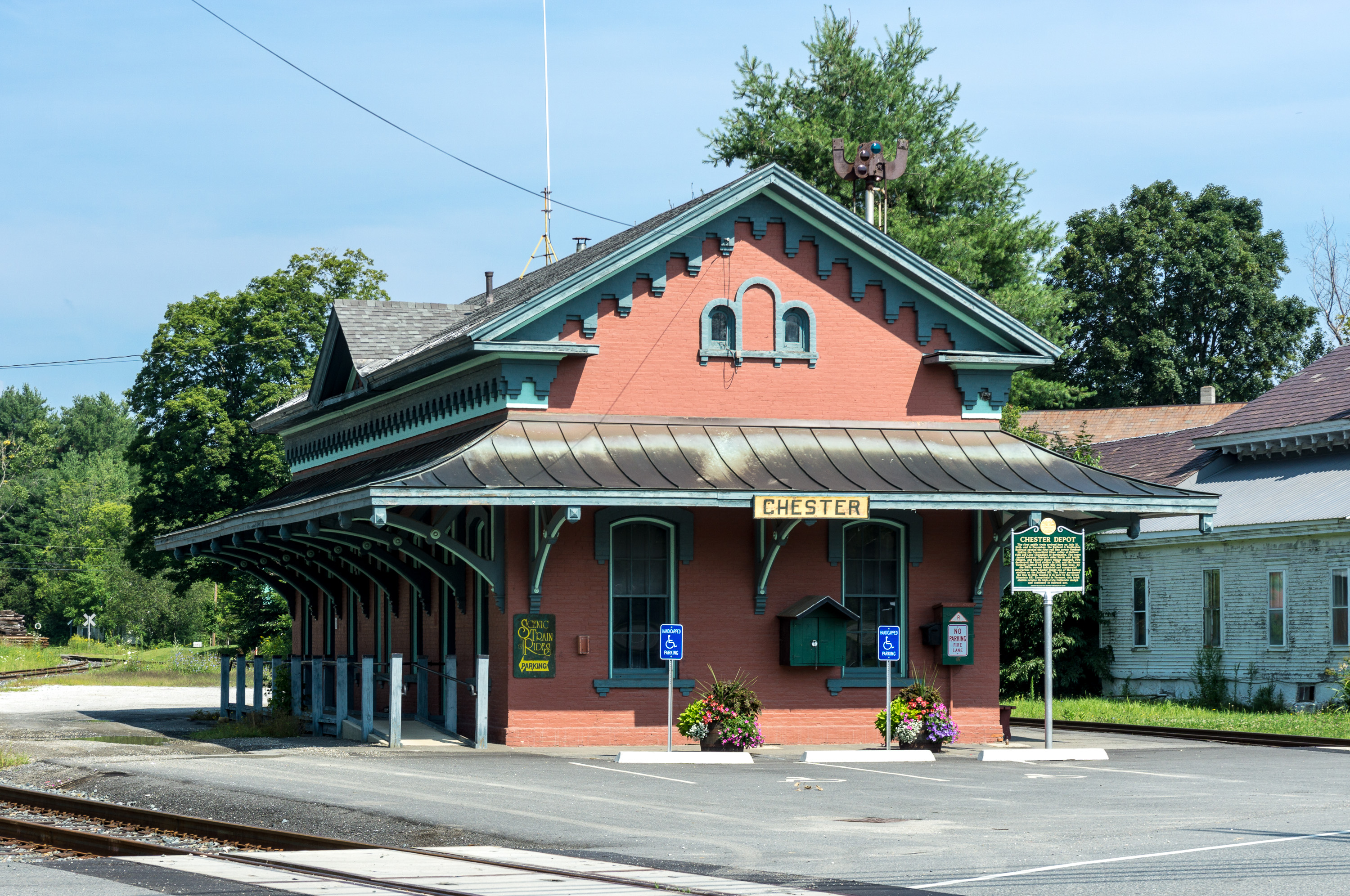
Der Bahnhof von Chester
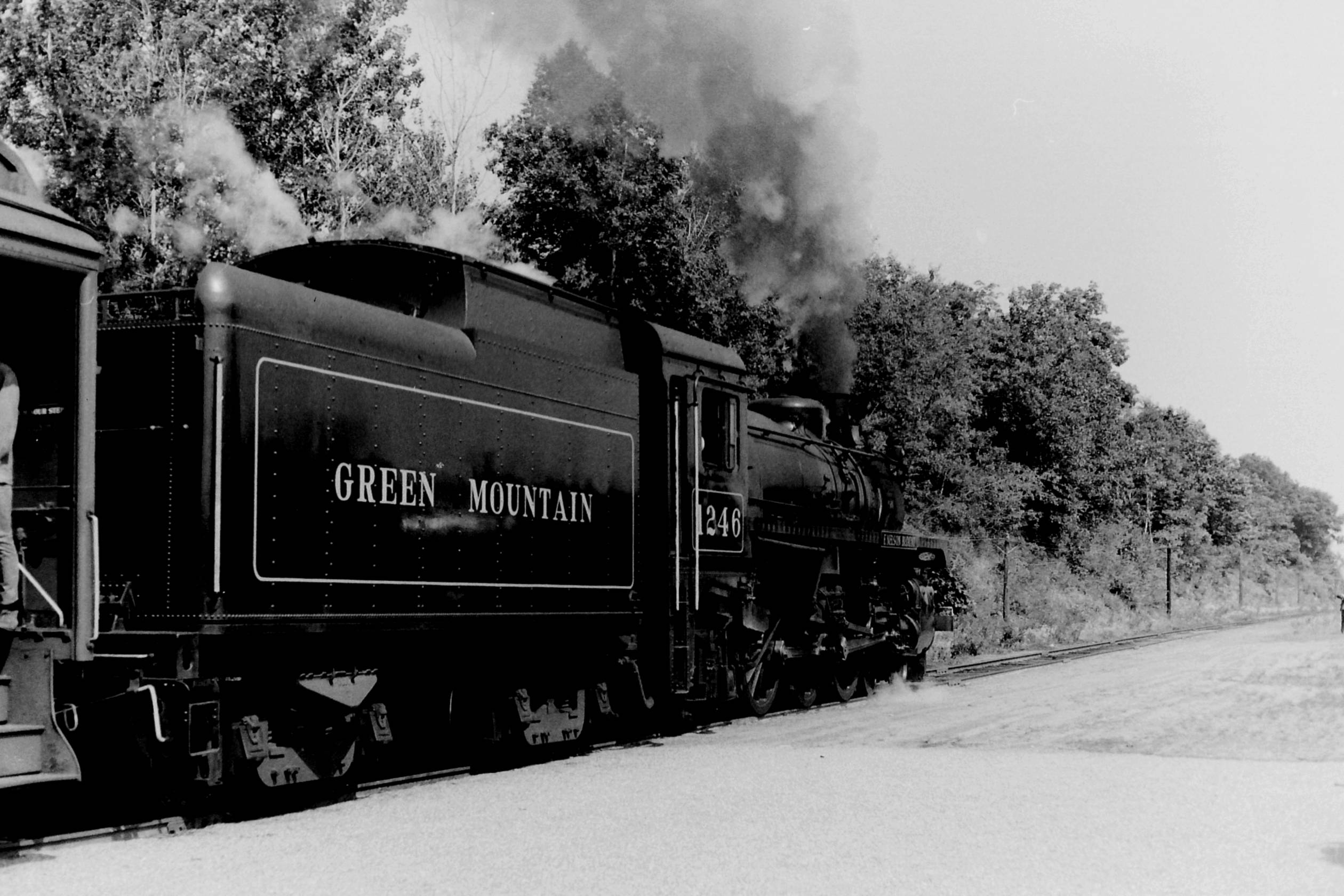
Dampflok Nummer 1246 im Bahnhof von Bellows Falls

## Fahrzeugbestand
Anfang 2006 verfügt die Gesellschaft über sieben Lokomotiven, drei EMD GP40, zwei EMD GP9R, eine ALCO RS-1 und eine ALCO S-2.